# Пондиконисион (Эвбея)
Пондикони́сион (греч. Ποντικονήσιον) или Пондикони́си (Ποντικονήσι) — необитаемый остров в Греции, в Эгейском море у северной оконечности острова Эвбея — мыса Артемисион, у входа в пролив Трикерион, к югу от полуострова Магнисия и острова Скиатос. Относится к общине (диму) Истиея-Эдипсос в периферийной единице Эвбея в периферии Центральная Греция.
К юго-востоку находится островок Прасонисион.
На острове находится маяк, построенный в 1907 году. Высота его башни составляет 19 метров, а его фокусная высота — 62 метра над уровнем моря.